# Marius Linnenborn
Marius Linnenborn (* 1968 in Essen) ist römisch-katholischer Priester und Liturgiewissenschaftler. Seit dem 1. November 2016 ist er Leiter des Deutschen Liturgischen Instituts in Trier, einer Arbeitsstelle der Deutschen Bischofskonferenz zur Förderung des Gottesdienstes.
Marius Linnenborn studierte Theologie und Kunstgeschichte in Bochum und Würzburg, von 1992 bis 1994 Liturgiewissenschaft an der Benediktinerhochschule Sant’Anselmo in Rom. Nach dem Empfang der Priesterweihe 1996 war er Kaplan in Oberhausen und Essen. Von 2005 bis 2008 absolvierte er zusätzlich ein Promotionsstudium an Sant’Anselmo in Rom, wo er mit einer Arbeit über den Gesang der Kinder in der Liturgie promoviert wurde. Er war Mitglied der Liturgischen Kommission des Bistums Essen und fungierte 2009 als Wallfahrtsleiter des Ludgerus-Jahres 2009 in Essen-Werden. 2010 wurde er Pfarrer in Essen-Heisingen. Lehraufträge für Liturgiewissenschaft nahm er wahr an der Philosophisch-Theologischen Hochschule Münster und an der Musikhochschule Köln. Außerdem ist er Geistlicher Beirat des Deutschen Chorverbandes Pueri Cantores.
2016 wurde Marius Linnenborn als Nachfolger von Eberhard Amon zum Leiter des Deutschen Liturgischen Instituts bestimmt; Amon hatte das Institut seit 1998 geleitet.

## Veröffentlichungen
- Der Gesang der Kinder in der Liturgie. Eine liturgiewissenschaftliche Untersuchung zur Geschichte des Chorgesangs. (= Studien zur Pastoralliturgie. Band 26). Pustet Verlag, Regensburg 2010, ISBN 978-3-7917-2211-5.
- St. Georg Essen-Heisingen. (= Kleine Kunstführer). Kunstverlag Fink, Lindenberg 2014, ISBN 978-3-89870-848-7.
- mit Franz Jung (Hrsg.): Gerhard Hirschfelder, ein Seliger für unsere Zeit. Hoffnungsträger, Mutmacher, Brückenbauer. Dialogverlag, Münster 2011.